# 寶可夢公司
宝可梦公司是一家主要负责宝可梦系列相关商品的制作与销售的日本公司。总公司位于东京都港区六本木。除了电子游戏以外，也进行动画、卡牌游戏、电影及各领域周邊商品等的贩卖。此外还进行宝可梦系列的授权管理与相关网站的營運，但不参与游戏的开发工作。企业理念为，透過宝可梦的存在将现实世界与虚拟世界两者均变得丰富多彩。
相关公司包括负责經營宝可梦中心的寶可夢中心公司（Pokémon Center Co., Ltd.）、在亚洲地区以外展开事业的寶可夢國際公司（The Pokémon Company International）、在韩国展开事业的寶可夢韓國公司（Pokémon Korea, Inc.）、在中国大陆展开事业的宝可梦（上海）玩具有限公司（Pokémon Shanghai）。

## 歷史
1998年4月23日，任天堂、GAME FREAK与Creatures三家公司共同出资设立了“宝可梦中心公司”（英語：The Pokémon Center Company），來有效管理開設在日本東京都中央區日本橋的宝可梦中心。这便是寶可夢公司的前身。
2000年，在《宝可梦 金／银》上市后，商品策划的提案开始擴及海外地区，这在当时已超出任天堂能够进行授权管理的范围，因此需要有一个集中管理宝可梦授权的組織，因此将注册名称更改为“宝可梦公司”（日語：株式会社ポケモン），除游戏相关事业以外，也开始了与授权有关的事业。任天堂已故前社长岩田聪在這段时期对日本国内外相关公司的调整起了很大作用。
2001年，寶可夢美國公司（PokémonUSA, Inc.）正式成立，主要負責處理《寶可夢》的海外授權。在此期間，位於澳洲的《寶可夢》相關銷售事業由任天堂澳洲分公司負責。自該年起，在日本幾乎所有產品在版權聲明中均標記 ©Nintendo﹑©GAME FREAK inc.﹑©Creatures Inc. 三間公司以表示寶可夢相關的商標所有，而在其他國家任天堂仍然是寶可夢相關商標的唯一所有者。其他電玩遊戲﹑卡牌遊戲和授權玩具仍由Tomy等第二方和第三方公司銷售。
2001年10月，4Kids娛樂公司（現稱 4Licensing Corporation）以未公開的價格收購了寶可夢公司的3％股份，並在4年後以96萬美元的價格結算了這筆股份。
2004年1月，宝可梦发烧友俱乐部网站正式上線，網站主要內容為紀錄日本各領域的活动。
2006年8月，寶可夢韓國公司（Pokémon Korea, Inc.）正式成立，來管理該系列在韓國的相關業務，其總部位於首爾。
2009年，寶可夢美國公司和寶可夢英國合併為寶可夢國際公司（The Pokémon Company International），該公司在大久保賢司的領導下處理美國和歐洲的寶可夢相關事業。該公司在美國的辦事處位於華盛頓的貝爾維尤，在英國的辦事處位於倫敦。澳大利亞的部分業務仍然由澳洲任天堂負責。
2010年3月，設立了以管理日本以外的亞洲業務為中心的The Pokémon Communications Company。
2011年8月，设立了寶可夢中心公司（Pokémon Center Co., Ltd.），代表取締役社長为上郷頼臣，主要業務為經營直营商店「Pokémon Center」﹑「Pokémon Store」、线上商店「Pokémon Center Online」以及自动贩卖机「Pokémon Stand」等。
2017年3月，The Pokémon Communications Company併入寶可夢國際公司。
2020年7月，寶可夢（上海）玩具有限公司於中國上海設立。
2021年11月18日，在台灣成立日商寶可夢遊戲發行股份有限公司台灣分公司，公司業務主要負責寶可夢大集結在台灣的發行工作。2022年12月30日，寶可夢台灣股份有限公司（英文︰Pokémon Taiwan Co., Ltd.）成立，日商寶可夢遊戲發行股份有限公司台灣分公司業務轉交於寶可夢台灣股份有限公司負責。
2023年12月12日，寶可夢公司宣布與讀賣樂園、讀賣新聞社共同在讀賣樂園的部分區域開設「PokéPark KANTO」，並為此建立合同會社PokéPark KANTO LLC。

## 主要業務

### 遊戲
- 寶可夢 (遊戲)
- 寶可夢集換式卡牌遊戲
- 寶可夢集換式玩偶遊戲

### 動畫
- 寶可夢 (動畫)
- 寶可夢劇場版

### 書籍
- 神奇寶貝漫畫（英语：List of Pokémon manga）

### 電影
- 寶可夢劇場版
- POKÉMON 名偵探皮卡丘

### 實體商店
- 寶可夢中心（Pokémon Center）
- 寶可夢商店（Pokémon Store）
- 寶可夢販賣機（Pokémon Stand）
- 寶可夢咖啡廳（Pokémon Cafe）

## 争议
- 精靈寶可夢中文版命名爭議
- 2023年5月，由於TPC突然將其在台灣舉辦之寶可夢VGC（電子競技）賽事規則由瑞士制調整為單淘汰制[12]，且比賽開始前三天才進行公告，之後又在比賽報名截止前一小時才寄出報名之郵件[13]，引起選手不滿，並以參賽之寶可夢暱稱和在訪談時抗議官方的措舉。而官方關閉暱稱顯示與中斷訪問之做法也引起玩家在網路上議論紛紛。[14]

## 外部連結
- The Pokémon Company （页面存档备份，存于）
- ポケットモンスターオフィシャルサイト（页面存档备份，存于）
- ポケモンだいすきクラブ（官方網站）（页面存档备份，存于）